# Синоним
Синонимите са близки по значение думи, които се различават по форма — пишат се и се изговарят различно. Произходът на думата е от старогръцки син (σύν) означава „с“ и онома (ὄνομα) – „име“.
Синонимите са думи, които могат да се заместват една с друга в контекста. Обратното твърдение не е вярно – ако в даден контекст две думи могат да заместят една друга, те не са задължително синоними, а това е следствие от семантичната близост на думите. В много случаи взаимната замяна между синонимите отнема от текста част от спецификата, която внася всеки от тях.
Според критерия за еднопонятийност синонимите са думи, в основата на които лежи едно понятие. Сложността за определяне на синонимията според това схващане произтича от сложността и при откриване на общо понятие, защото има по-широки и по-тесни по обем понятия.
При критерия съчетаемост синонимите имат еднаква съчетаемост с други думи, но еднаква съчетаемост могат да имат две думи, които са родово и видово понятийни. Освен това в синонимния ред не всички думи се съчетават с едни и същи други думи.
Синонимите са думи от една и съща част на речта с различен звуков състав, но посочват различни страни на едно общо понятие, като задоволяват едновременно с това известни стилни изисквания.

## Групи синоними
Според характера си, функцията и различията помежду си синонимите се делят на три групи.

### Смислови синоними
Първата група са смисловите синоними. Те назовават различни страни на едно общо понятие, принадлежат към стилистично-неутралната лексика. Разликата между тях е само смислова. Делят се на две подгрупи:
- истински смислови синоними – при тях синонимната връзка е между основните значения на двете думи;
- идеографически смислови синоними – при тях синонимната връзка е между основните значения на една дума и някое от преносните значения на думата.

### Стилистични синоними
Втората група са стилистичните синоними. Те са еднакви по значение, но различни по стилистична окраска. Те могат да принадлежат към различен функционален стил (разговорен, художествен, административен, публицистичен). Могат да имат различна сфера на употреба и освен това тези думи могат да имат различна степен на разпространение, т.е. да се употребяват по-рядко, защото са остарели думи. Могат да имат и различна емоционалност, експресивност.

### Смислово-стилистични синоними
Третата група са смислово-стилистичните синоними. Те обединяват особеностите на другите две групи. Разликата между думите е както смислова, така и стилистична.
Според разпространението и употребата си синонимите се делят на 2 групи. Общоезиковите се сближават по значения, които са общоприети, общоупотребими и са отбелязани в речници. Контекстовите са синоними само в определен контекст. Имат индивидуална употреба в худ.стил.

## Синонимен ред
Думите, между които съществува синонимна връзка се обединяват в синонимен ред. Той има незатворен характер. Може да включва новообразувани синоними. Всички синоними в реда изразяват едно общо понятие, имат нещо общо в значението си, но се различават по допълнителни смислови и стилистични нюанси. Един от синонимите се нарича основен или доминантен. Той принадлежи към неутралната лексика, служи само като название на понятие и не изразява никакво емоционално отношение.
Членовете на синонимния ред задължително се намират в синонимна връзка, както с доминантния, така и помежду си. По тази причина една и съща многозначна дума може да влезе в различни синонимни редове.
Примери:
- дар – подарък – армаган
- дар – дарение – съчетание
- дар – зестра – чеиз
- дар – дарование – заложба – талант

В синонимния ред влизат думи само от една част на речта. Възможно е да се включат фразеологизми, които имат същата семантика като общото понятие на синонимите (никога – нивга – на куково лято).